# Anton Bias
Anton Bias (né le 23 septembre 1876 à Groß Schimnitz, dans l'arrondissement d'Oppeln (de), en royaume de Prusse, et décédé 21 mai 1945 dans le camp de concentration de Dachau) était un homme politique allemand appartenant au Parti social démocrate allemand (SPD).

## Biographie
Après avoir fréquenté l’école primaire de Groß Schimnitz et de Dombrowka-sur-l'Oder, Bias, issu d'un milieu catholique qu'il reniera ensuite, a suivi une formation de maçon à Oppeln. Il a travaillé jusqu'en 1914, avec une interruption pour accomplir le service militaire de 1896 à 1898 dans le 159e régiment d'infanterie (de) prussien. Depuis 1905, il était délégué du syndicat des ouvriers de la construction. Au cours de la Première Guerre mondiale, il a servi comme soldat au Landsturm. Le 9 novembre, 1918, il a dirigé les soulèvements de la Révolution de novembre à Bytom et a été, jusqu'au 24 novembre, président du Conseil local des soldats. Le 30 novembre, il a quitté l'armée. Au début des années 1920, il devient intendant de l'entreprise de construction et de construction Beuthen.
IL est arrêté le 22 août 1944  et envoyé au camp de concentration de Dachau via la prison de Beuthen, le camp de concentration de Gross-Rosen et le camp de concentration de Flossenbürg. Il est mort le 21 mai 1945, quelques semaines seulement après la libération, des suites de son incarcération.

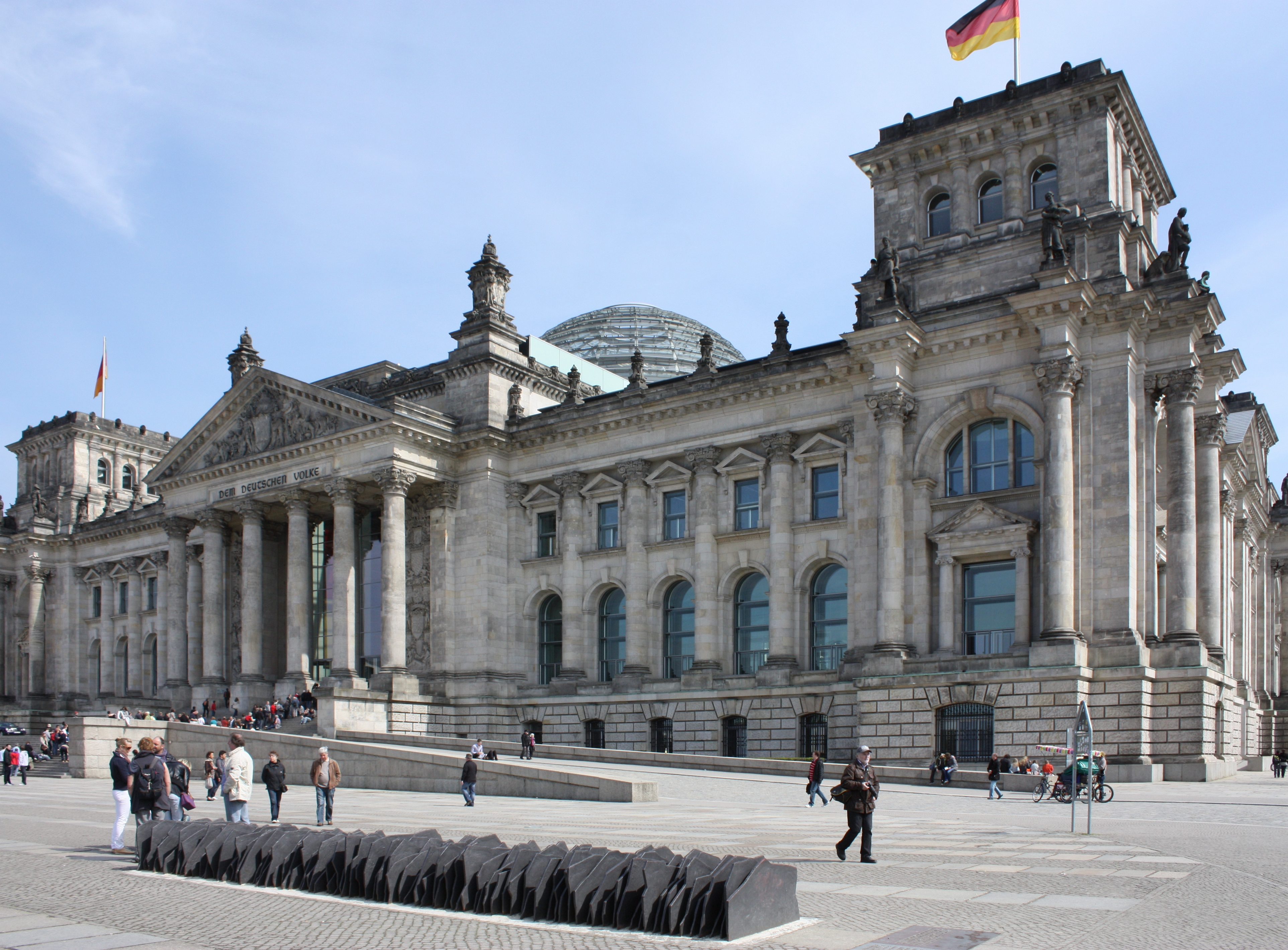
Mémorial en souvenir des 96 membres du Reichstag assassinés par les nazis près du Reichstag